# Materialist (Zeitschrift)
Materialist ist eine deutsche Zeitschrift, die im Ocean Global Verlag in Elmshorn erscheint. Inhaltlich setzt sich das Magazin mit Vermögensanlage und Lifestyle im gehobenen Luxus-Segment auseinander.